# Alfred Graaf
Alfred „Achi“ Graaf (* 18. Oktober 1917 in Hamburg) war ein deutscher Boxer.

## Werdegang
Der Boxer des Hamburger Vereins BC Sportmann gewann 1936 die deutsche Meisterschaft im Fliegengewicht sowie 1939, 1940 und 1941 im Federgewicht. Im Berufsboxen bestritt Graaf zwei Kämpfe. Er fiel im Zweiten Weltkrieg.